# Goodlands
Goodlands är en ort i Mauritius.   Den ligger i distriktet Rivière du Rempart, i den nordvästra delen av landet, 21 km nordost om huvudstaden Port Louis. Goodlands ligger 49 meter över havet och antalet invånare är 20 910. Den ligger på ön Mauritius.
Terrängen runt Goodlands är platt. Havet är nära Goodlands åt nordost. Runt Goodlands är det tätbefolkat, med 913 invånare per kvadratkilometer. Närmaste större samhälle är Triolet, 10,4 km väster om Goodlands. Omgivningarna runt Goodlands är en mosaik av jordbruksmark och naturlig växtlighet.